# 脑保健舞
脑保健舞(Brain Beat Dance)源于德国的长者舞 (Seniorentanz)。2003年德国长者舞联邦协会的高级导师袁彩虹女士首次将在德国已有近30年历史的长者舞加以改良并在加拿大多伦多市推广，起名为“脑保健舞”。目前有脑保健舞授课的地区包括加拿大和香港。

## 脑保健舞的特点
脑保健舞着重于用音乐和舞蹈刺激人脑中不常用的部分，将学员置于全新的学习环境，训练大脑的短程记忆和人体四肢的协调能力，达到身体、心、脑并用的效果。

## 脑保健舞的种类

### 站立舞
为男女老少设计。

### 坐座舞
是坐在椅子上的舞蹈，特别为长者或行动不便之人士设计，亦可用于培训幼童。

### 咏唱舞
以歌颂，唱游式，随时随地在任何场合都可以跳的舞蹈。

### 社交活动
- 人际式
- 团际式
- 国际式